# Vuelta a Colombia 2014
La 64.ª edición de la competencia de ciclismo masculino en ruta Vuelta a Colombia se disputó en once etapas entre el 6 y el 17 de agosto de 2014. Inició en Bucaramanga y finalizó en un circuito en la ciudad de Medellín.
Forma parte el calendario internacional del UCI America Tour 2013-2014 en la categoría 2.2, siendo la 25.ª carrera de dicha competición.

## Equipos participantes
| Equipo                                          | Categoría               |
| ----------------------------------------------- | ----------------------- |
| Formesan-Bogotá Humana-ETB                      | Aficionado              |
| Super Giros-Blanco del Valle-Redetrans          | Aficionado              |
| Boyacá se atreve-Liga de ciclismo de Boyacá     | Aficionado              |
| Gobernación de Santander - Indersan             | Aficionado              |
| Rionegro con más futuro                         | Aficionado              |
| Club Ciclo Valle                                | Aficionado              |
| Liga de ciclísmo del Chocó                      | Aficionado              |
| EBSA-Indeportes Boyacá                          | Aficionado              |
| 472-Colombia                                    | Continental             |
| Colombia                                        | Profesional Continental |
| Movistar Team América                           | Aficionado              |
| Fuerzas Armadas-Ejército Nacional               | Aficionado              |
| EPM-UNE                                         | Aficionado              |
| Coldeportes-Claro                               | Aficionado              |
| GW Shimano-Envía-Gatorade                       | Aficionado              |
| Aguardiente Néctar-Cundinamarca Calidad de Vida | Aficionado              |
| Aguardiente Antioqueño - Lotería de Medellín    | Aficionado              |
| Lotería de Boyacá                               | Aficionado              |
| Gobernación del César                           | Aficionado              |

| Equipo                 | Categoría   |
| ---------------------- | ----------- |
| Area Zero Pro Team     | Continental |
| Bike AID-Ride For Help | Continental |

## Etapas
| Etapa      | Fecha        | Recorrido                         | Distancia (km)      | Ganador              | Líder                |                     |
| ---------- | ------------ | --------------------------------- | ------------------- | -------------------- | -------------------- | ------------------- |
| 1.ª etapa  | 6 de agosto  | Piedecuesta - Bucaramanga         | 28 (CRE)            | EPM-UNE              | Camilo Castiblanco   |                     |
| 2.ª etapa  | 7 de agosto  | San Gil - Barbosa                 | 116,1               | Jeffry Romero        | Alexis Camacho       |                     |
| 3.ª etapa  | 8 de agosto  | Barbosa - Tunja                   | 123,2               | Weimar Roldán        | Miguel Ángel Rubiano |                     |
| 4.ª etapa  | 9 de agosto  | Nobsa - Cota                      | 198,7               | José de Jesús Jaimes | Miguel Ángel Rubiano |                     |
| 5.ª etapa  | 10 de agosto | Madrid - Ibagué                   | 202,3               | Óscar Sevilla        | Miguel Ángel Rubiano |                     |
| 6.ª etapa  | 11 de agosto | Ibagué - Pereira                  | 158,1               | Alexis Camacho       | Miguel Ángel Rubiano |                     |
|            | 12 de agosto | Descanso en Pereira               | Descanso en Pereira | Descanso en Pereira  | Descanso en Pereira  | Descanso en Pereira |
| 7.ª etapa  | 13 de agosto | Dosquebradas - Dosquebradas       | 196,1               | Andrea Pasqualon     | Miguel Ángel Rubiano |                     |
| 8.ª etapa  | 14 de agosto | Pereira-Manizales                 | 199,5               | Félix Cárdenas       | Miguel Ángel Rubiano |                     |
| 9.ª etapa  | 15 de agosto | Manizales - La Estrella           | 182.8               | Fernando Camargo     | Miguel Ángel Rubiano |                     |
| 10.ª etapa | 16 de agosto | Medellín - Alto de Las Palmas CRI | 17,5                | Álvaro Yamid Gómez   | Fernando Camargo     |                     |
| 11.ª etapa | 17 de agosto | Medellín - Medellín               | 103,7               | Jairo Cano Salas     | Óscar Sevilla        |                     |
|            | Total        | Total                             | 1526,7              |                      |                      |                     |

## Clasificaciones finales
Las clasificaciones finalizaron de la siguiente forma:

### Clasificación general
| \| Clasificación general \| Clasificación general \| Clasificación general \| Clasificación general \| Clasificación general \| \| Ciclista \| Ciclista \| Equipo \| Tiempo \| \| \| --------------------- \| --------------------- \| ------------------------------------------ \| --------------------- \| --------------------- \| \| 1.º \| Óscar Sevilla \| EPM-UNE-Área Metropolitana \| 37 h 01 min 34 s \| \| \| 2.º \| Fernando Camargo \| Boyacá Se Atreve - Liciboy \| + 1 s \| \| \| 3.º \| Alexis Camacho \| Boyacá Se Atreve - Liciboy \| + 53 s \| \| \| 4.º \| Mauricio Ortega \| Aguardiente Antioqueño-Lotería de Medellín \| + 1 min 08 s \| \| \| 5.º \| Freddy Montaña \| Movistar Team América \| + 1 min 51 s \| \| \| 6.º \| Danny Osorio \| Blanco del Valle-Redetrans-Supergiros \| + 1 min 58 s \| \| \| 7.º \| Óscar Soliz \| Movistar Team América \| + 1 min 59 s \| \| \| 8.º \| Juan Pablo Suárez \| EPM-UNE-Área Metropolitana \| + 2 min 12 s \| \| \| 9.º \| Flober Peña \| Boyacá Se Atreve - Liciboy \| + 2 min 18 s \| \| \| 10.º \| Miguel Ángel Rubiano \| Colombia \| + 3 min 23 s \| \| |                      |                                            |                  |
| |                      |                                            |                  |
| |                      |                                            |                  |
| Clasificación general |                      |                                            |                  |
| Ciclista | Ciclista             | Equipo                                     | Tiempo           |
| 1.º | Óscar Sevilla        | EPM-UNE-Área Metropolitana                 | 37 h 01 min 34 s |
| 2.º | Fernando Camargo     | Boyacá Se Atreve - Liciboy                 | + 1 s            |
| 3.º | Alexis Camacho       | Boyacá Se Atreve - Liciboy                 | + 53 s           |
| 4.º | Mauricio Ortega      | Aguardiente Antioqueño-Lotería de Medellín | + 1 min 08 s     |
| 5.º | Freddy Montaña       | Movistar Team América                      | + 1 min 51 s     |
| 6.º | Danny Osorio         | Blanco del Valle-Redetrans-Supergiros      | + 1 min 58 s     |
| 7.º | Óscar Soliz          | Movistar Team América                      | + 1 min 59 s     |
| 8.º | Juan Pablo Suárez    | EPM-UNE-Área Metropolitana                 | + 2 min 12 s     |
| 9.º | Flober Peña          | Boyacá Se Atreve - Liciboy                 | + 2 min 18 s     |
| 10.º | Miguel Ángel Rubiano | Colombia                                   | + 3 min 23 s     |

### Clasificación por puntos
| Clasificación por puntos | Clasificación por puntos | Clasificación por puntos                   | Clasificación por puntos | Clasificación por puntos |
| Ciclista                 | Ciclista                 | Equipo                                     | Puntos                   |                          |
| ------------------------ | ------------------------ | ------------------------------------------ | ------------------------ | ------------------------ |
| 1.º                      | Óscar Sevilla            | EPM-UNE-Área Metropolitana                 | 75 pts                   |                          |
| 2.º                      | Félix Cárdenas           | Formesan-Bogotá Humana-ETB                 | 40 pts                   |                          |
| 3.º                      | Flober Peña              | Boyacá Se Atreve - Liciboy                 | 39 pts                   |                          |
| 4.º                      | Óscar Soliz              | Movistar Team América                      | 32 pts                   |                          |
| 5.º                      | Alexis Camacho           | Boyacá Se Atreve - Liciboy                 | 29 pts                   |                          |
| 6.º                      | Jairo Cano Salas         | Aguardiente Antioqueño-Lotería de Medellín | 29 pts                   |                          |
| 7.º                      | Miguel Ángel Rubiano     | Colombia                                   | 29 pts                   |                          |
| 8.º                      | Fabio Chinello           | Area Zero                                  | 29 pts                   |                          |
| 9.º                      | Jeffrey Romero           | Colombia                                   | 27 pts                   |                          |
| 10.º                     | Andrea Pasqualon         | Area Zero                                  | 25 pts                   |                          |

### Clasificación de la montaña
| Clasificación de la montaña | Clasificación de la montaña | Clasificación de la montaña                | Clasificación de la montaña | Clasificación de la montaña |
| Ciclista                    | Ciclista                    | Equipo                                     | Puntos                      |                             |
| --------------------------- | --------------------------- | ------------------------------------------ | --------------------------- | --------------------------- |
| 1.º                         | Walter Pedraza              | EPM-UNE-Área Metropolitana                 | 39 pts                      |                             |
| 2.º                         | Mauricio Ortega             | Aguardiente Antioqueño-Lotería de Medellín | 35 pts                      |                             |
| 3.º                         | Salvador Moreno Hernández   | Coldeportes-Claro                          | 27 pts                      |                             |
| 4.º                         | Luis Alfredo Martínez       | Coldeportes Zenú                           | 25 pts                      |                             |
| 5.º                         | Álvaro Yamid Gómez          | Aguardiente Antioqueño-Lotería de Medellín | 23 pts                      |                             |
| 6.º                         | Jáder Betancur              | Aguardiente Antioqueño-Lotería de Medellín | 18 pts                      |                             |
| 7.º                         | Óscar Soliz                 | Movistar Team América                      | 17 pts                      |                             |
| 8.º                         | Óscar Pachón                | Movistar Team América                      | 17 pts                      |                             |
| 9.º                         | Óscar Sevilla               | EPM-UNE-Área Metropolitana                 | 16 pts                      |                             |
| 10.º                        | Fernando Camargo            | Boyacá Se Atreve - Liciboy                 | 11 pts                      |                             |

### Clasificación sprint especial (metas volantes)
| Clasificación de las metas volantes | Clasificación de las metas volantes | Clasificación de las metas volantes        | Clasificación de las metas volantes | Clasificación de las metas volantes |
| Ciclista                            | Ciclista                            | Equipo                                     | Puntos                              |                                     |
| ----------------------------------- | ----------------------------------- | ------------------------------------------ | ----------------------------------- | ----------------------------------- |
| 1.º                                 | Marvin Angarita                     | Movistar Team América                      | 43 pts                              |                                     |
| 2.º                                 | Cristian Talero                     | Movistar Team América                      | 24 pts                              |                                     |
| 3.ª                                 | Alena Amialiusik                    | Astana BePink Womens                       | 20 pts                              |                                     |
| 4.º                                 | Félix Barón                         | Formesan-Bogotá Humana-ETB                 | 16 pts                              |                                     |
| 5.º                                 | Óscar Sevilla                       | EPM-UNE-Área Metropolitana                 | 13 pts                              |                                     |
| 6.º                                 | Jairo Cano Salas                    | Aguardiente Antioqueño-Lotería de Medellín | 10 pts                              |                                     |
| 7.º                                 | Jefferson Vargas                    | Blanco del Valle-Redetrans-Supergiros      | 10 pts                              |                                     |
| 8.º                                 | William Valencia                    | Coldeportes Zenú                           | 10 pts                              |                                     |
| 9.º                                 | Edwin Sánchez                       | Formesan-Bogotá Humana-ETB                 | 8 pts                               |                                     |
| 10.º                                | Robinson Chalapud                   | Colombia                                   | 7 pts                               |                                     |

### Clasificación sub-23
| Clasificación sub-23 | Clasificación sub-23 | Clasificación sub-23 | Clasificación sub-23 | Clasificación sub-23 |
| Ciclista             | Ciclista             | Equipo               | Tiempo               |                      |
| -------------------- | -------------------- | -------------------- | -------------------- | -------------------- |
| 1.º                  | Aldemar Reyes Ortega | GW Shimano           | 37 h 15 min 07 s     |                      |
| 2.º                  | Steven Giraldo       | Indersantander       | + 7 s                |                      |
| 3.º                  | Germán Chaves        | Coldeportes-Claro    | + 12 s               |                      |
| 4.º                  | Bernardo Suaza       | 472-Colombia         | + 24 s               |                      |
| 5.º                  | Wilmer Rodríguez     | Lotería de Boyacá    | + 36 s               |                      |
| 6.º                  | Luis Miguel Martínez |                      | + 50 s               |                      |
| 7.º                  | Wilmar Castro        |                      | + 51 s               |                      |
| 8.º                  | Carlos Andrés Parra  |                      | + 57 s               |                      |
| 9.º                  | Hernando Bohórquez   |                      | + 1 min 02 s         |                      |
| 10.º                 | Miguel Ángel Reyes   |                      | + 1 min 03 s         |                      |

### Clasificación por equipos
| Clasificación por equipos | Clasificación por equipos             | Clasificación por equipos | Clasificación por equipos |
| Equipo                    | Equipo                                | Tiempo                    |                           |
| ------------------------- | ------------------------------------- | ------------------------- | ------------------------- |
| 1.º                       | Boyacá Se Atreve - Liciboy            | 109 h 59 min 48 s         |                           |
| 2.º                       | EPM-UNE-Área Metropolitana            | + 6 min 17 s              |                           |
| 3.º                       | Movistar Team América                 | + 16 min 00 s             |                           |
| 4.º                       | Team Colombia                         | + 19 min 53 s             |                           |
| 5.º                       | Blanco del Valle-Redetrans-Supergiros | + 23 min 34 s             |                           |

## Evolución de las clasificaciones
| Etapa                   | Vencedor)               | Clasificación general | Clasificación de la montaña | Clasificación de las metas volantes | Clasificación por puntos | Clasificación de los jóvenes | Clasificación por equipos                   |
| ----------------------- | ----------------------- | --------------------- | --------------------------- | ----------------------------------- | ------------------------ | ---------------------------- | ------------------------------------------- |
| 1.ª                     | EPM-UNE                 | Camilo Castiblanco    | No se entregó               | No se entregó                       | No se entregó            | Luis Miguel Martínez         | EPM-UNE                                     |
| 2.ª                     | Jeffrey Romero          | Alexis Camacho        | Walter Pedraza              | Óscar Sánchez                       | Jeffrey Romero           | Luis Miguel Martínez         | Colombia (equipo ciclista)                  |
| 3.ª                     | Weimar Roldán           | Miguel Ángel Rubiano  | Miguel Ángel Rubiano        | Jefferson Vargas                    | Miguel Ángel Rubiano     | Aldemar Reyes                | EPM-UNE                                     |
| 4.ª                     | José Jaimes             | Miguel Ángel Rubiano  | Luis Alfredo Martínez       | Cristian Talero                     | Jeffrey Romero           | Aldemar Reyes                | EPM-UNE                                     |
| 5.ª                     | Óscar Sevilla           | Miguel Ángel Rubiano  | Luis Alfredo Martínez       | Marvin Angarita                     | Jeffrey Romero           | Aldemar Reyes                | EPM-UNE                                     |
| 6.ª                     | Alexis Camacho          | Miguel Ángel Rubiano  | Walter Pedraza              | Cristian Talero                     | Óscar Sevilla            | Steven Giraldo               | EPM-UNE                                     |
| 7.ª                     | Andrea Pasqualon        | Miguel Ángel Rubiano  | Walter Pedraza              | Cristian Talero                     | Óscar Sevilla            | Steven Giraldo               | EPM-UNE                                     |
| 8.ª                     | Félix Cárdenas          | Miguel Ángel Rubiano  | Walter Pedraza              | Marvin Angarita                     | Óscar Sevilla            | Steven Giraldo               | EPM-UNE                                     |
| 9.ª                     | Fernando Camargo        | Miguel Ángel Rubiano  | Walter Pedraza              | Marvin Angarita                     | Óscar Sevilla            | Aldemar Reyes                | Boyacá se atreve-Liga de ciclismo de Boyacá |
| 10.ª                    | Álvaro Gómez            | Fernando Camargo      | Walter Pedraza              | Marvin Angarita                     | Óscar Sevilla            | Aldemar Reyes                | Boyacá se atreve-Liga de ciclismo de Boyacá |
| 11.ª                    | Jairo Cano Salas        | Óscar Sevilla         | Walter Pedraza              | Marvin Angarita                     | Óscar Sevilla            | Aldemar Reyes                | Boyacá se atreve-Liga de ciclismo de Boyacá |
| Clasificaciones finales | Clasificaciones finales | Óscar Sevilla         | Walter Pedraza              | Marvin Angarita                     | Óscar Sevilla            | Adelmar Reyes                | Boyacá se atreve-Liga de ciclismo de Boyacá |

## UCI America Tour
Además de las clasificaciones propias de esta competencia, por pertenecer al calendario americano de ciclismo en ruta, también se concedieron puntos para el certamen continental masculino UCI America Tour 2013-2014 a nivel individual y por equipos. Puntuaron aquellos corredores que figuraron en los primeros ocho puestos de la clasificación individual final, los primeros tres de cada etapa y cada líder parcial de la competencia, de acuerdo al baremo de la tabla. Por equipos, solamente las representaciones continentales profesionales UCI y las continentales UCI sumaron de acuerdo al guarismo obtenido por sus ciclistas en los primeros ocho puestos de la clasificación individual por tiempos. Las selecciones nacionales, los equipos regionales y los de clubes no cuentan en esta clasificación. Todos los puntos fueron contabilizados para el torneo una vez finalizada la competencia.
| Posición                    | 1º | 2º | 3º | 4º | 5º | 6º | 7º | 8º |
| Clasificación general final | 40 | 30 | 16 | 12 | 10 | 8  | 6  | 3  |
| Por etapa                   | 8  | 5  | 2  |    |    |    |    |    |
| Líder General por etapa     | 4  |    |    |    |    |    |    |    |